# 熱量表
熱量表是测量、计算并显示热交换系统（例如集中供热的暖气和冷暖空调）所释放或吸收的热量量值的仪表。热量表采用基于热力学基本原理的焓差法和K系数法來计量，前者计算时间的积分，后者计算流量的积分。